# Zorita-Las Quintanas
El yacimiento arqueológico de Zorita-Las Quintanas, se localiza en la margen izquierda del río Pisuerga, ocupando un extenso espacio en el interior de uno de los amplios meandros que forma el curso fluvial, en el término municipal de Valoria la Buena, provincia de Valladolid, España.
La zona arqueológica se delimitó y fue declarada bien de interés cultural el 14 de julio de 2011, incluyendo los yacimientos de Zorita, las Quintanas, y los despoblados de Galleta, con razón de «posibilitar la protección total del conjunto de yacimientos que comprende y que constituyen uno de los complejos arqueológicos más importantes de la Edad del Hierro, más allá de los estrictos límites de dichos yacimientos, incluyendo las zonas anejas como necrópolis y cenizales».

## Núcleo de «Zorita»
En la confluencia del arroyo de Zorita con el río Pisuerga se ubica sobre una elevación, el núcleo de hábitat de la Primera Edad del Hierro. La superposición sistemática de las estructuras arqueológicas, entre las que se encuentran viviendas, etc., ofrece como resultado una colina artificial con más de 5 m de altura.
La planta del poblado, de forma triangular, queda delimitada al oeste por un abrupto cortado debido a la acción erosiva del río, mientras que en sus otros dos lados lo está por un profundo desnivel que es más pronunciado hacia el NE y SO, en tanto que hacia el E y S se muestra como una suave pendiente. Su tercer flanco se protegió artificialmente mediante la construcción de una potente muralla, quizás precedida por sendos antemurales.
Hacia el interior de ellos se ha reconocido la presencia de viviendas circulares y rectangulares distribuidas en dos espacios individualizados mediante la construcción de estructuras artificiales de carácter defensivo. Extramuros se reconocen restos de ciertas ocupaciones a modo de barrios artesanales.

## Núcleo de «Las Quintanas»
En plena Segunda Edad del Hierro, se produce un fenómeno de concentración poblacional que configura las primeras ciudades del territorio. Así la ciudad vaccea que se localizó en Las Quintanas se emplaza en una amplia superficie con una topografía eminentemente llana, apareciendo su perímetro delimitado de manera natural por varios cursos fluviales que ofrecerían una relativa protección y proporcionarían un fácil abastecimiento de agua. Al norte está delimitado por el río Pisuerga, cuya acción erosiva ha originado un importante escarpe, por el NE discurre el arroyo de los Madrazos, mientras que por el O, fluía otro curso de agua que en la actualidad está seco.
La ciudad se protegió con la construcción de una muralla y un foso de hasta 20 m de anchura, cerrando los tres flancos accesibles y configurando un espacio de planta tendente a triangular. En cuanto a la trama urbana del interior del recinto, la fotografía aérea ha puesto de manifiesto su articulación en calles formando manzanas de unos 30 metros de lado en cuyo interior no se ha podido constatar la existencia de estructuras menores, aunque cabe pensar que estas manzanas acogiesen construcciones domésticas similares a las documentadas en los cortados sobre el río, con pavimentos y hogares de tierra apisonada y guijarros y muros rectilíneos construidos con lajas calizas en los cimientos y zócalo y alzados de adobe.
Al exterior del área amurallada, se localizarían zonas de vertedero urbano y posiblemente su cementerio. El oppidum vacceo de Las Quintanas fue abandonado, no volviendo a ocuparse la zona próxima hasta la Edad Media.

## Despoblado de «Galleta»
Este despoblado medieval de Galleta se ubica junto a la desembocadura del arroyo de los Madrazos (o Maderazos) en el río Pisuerga, aprovechando un espigón formado por la confluencia de ambos cursos fluviales. La ocupación medieval del lugar se superpone al sector nororiental del oppidum vacceo de «Las Quintanas».
Por su parte, el enclave inventariado como «Galleta II» se ubica a unos 100 m del río, junto a la ermita y el molino de La Galleta, en las tierras situadas al este del arroyo de los Madrazos. Se define como área de necrópolis.
En todo caso, los núcleos de «Galleta I» y «Galleta II» corresponderían a un mismo despoblado que quizá pueda identificarse con Santiago de Dueñas.